# Блох, Макс Абрамович
Макс Абра́мович Блох (3 (15) августа 1882 года, Санкт-Петербург — 14 января 1941 года, Ленинград) — русский и советский химик и историк химии.

## Биография

### Ранние годы
Макс Абрамович Блох родился 3 (15) августа 1882 года в Санкт-Петербурге. В 1903 году окончил Рижский политехнический институт. В 1904—1905 годах обучался в Гейдельбергском университете, где посещал лекции по философии и истории литературы, что повлияло на его междисциплинарный подход к науке. Среди его учителей были химики Пауль Вальден, Георг Бредиг и Пауль Яннаш.
С 1905 по 1917 год работал ассистентом в Рижском политехническом институте. В 1917 году переехал в Петроград, где с 1919 года преподавал в Петроградском педагогическом институте (с 1924 года — Ленинградский педагогический институт им. А. И. Герцена), где оставался до 1938 года.

### Научная деятельность
В 1918 году основал Научное химико-техническое издательство, которое способствовало развитию химической литературы в СССР. В 1920 году опубликовал научную биографию А. Л. Лавуазье, а в 1923 году — биографию Я. Х. Вант-Гоффа. В 1924 году под его редакцией вышел первый справочник о состоянии химической промышленности СССР.  
В 1928 году стал одним из авторов записки Советскому правительству, обосновавшей необходимость химизации народного хозяйства. Это привело к принятию постановления Совнаркома СССР «О мероприятиях по химизации народного хозяйства Союза ССР». В 1929–1934 годах работал учёным секретарём научной комиссии в Комитете по химизации при Госплане СССР под руководством В. В. Куйбышева. В 1929 году выпустил «Биографический справочник выдающихся химиков», включавший имена как известных, так и малоизученных учёных; труд был удостоен премии имени Ф. Э. Дзержинского.  
В 1933 году избран членом Международной академии истории науки. Среди его поздних работ — «Памяти Д. И. Менделеева: К XXV-летию со дня смерти» (1932), «Краткие очерки по истории химических открытий» (1933) и «Хронология важнейших событий в области химии и смежных дисциплин» (1940).  
С 1939 года занимал должность учёного секретаря Комиссии по изданию трудов Д. И. Менделеева. В последние годы жизни работал над материалами о трудах Гей-Люссака и планировал создать двухтомник по истории геохимии.
Скончался 14 января 1941 года в Ленинграде. Похоронен на Преображенском кладбище.